# Clyde Mashore
Clyde Wayne Mashore (né le 29 mai 1945 à Concord, Californie et mort le 24 janvier 2016 à Brentwood, Californie, aux États-Unis) est un joueur de champ extérieur de baseball. Il évolue dans les Ligues majeures de baseball pour les Reds de Cincinnati en 1969 et pour les Expos de Montréal de 1970 à 1973.

## Carrière
Mis sous contrat en 1964 par les Reds de Cincinnati, Mashore fait ses débuts dans le baseball majeur avec cette équipe le 11 juillet 1969. Confiné aux ligues mineures  par les Reds au début de la saison suivante, il est échangé aux Expos de Montréal le 15 juin 1970 contre le vétéran joueur de champ extérieur Ty Cline. 
Mashore joue comme réserviste au champ extérieur pour Montréal de 1970 à 1973, alternant entre les champs gauche, centre et droit du Parc Jarry. En 1972, il joue 93 parties, son nombre le plus élevé.
Il dispute 241 matchs au total dans le baseball majeur, dont deux seulement avec Cincinnati et le reste pour Montréal. Sa moyenne au bâton en carrière s'élève à ,208. Il compile 87 coups sûrs dont 8 circuits, 58 points marqués, 47 points produits et 11 buts volés. Sa dernière saison dans le baseball professionnel est jouée en 1974 avec les Blues de Memphis de la Ligue internationale, un club-école des Expos de Montréal.

## Vie personnelle
Clyde Mashore meurt à Brentwood (Californie) le 24 janvier 2016 à l'âge de 70 ans. Son fils Damon Mashore eut lui aussi une brève carrière dans les majeures en tant que voltigeur des Athletics d'Oakland en 1996 et 1997, puis des Angels d'Anaheim en 1998. Un autre de ses enfants, Justin Mashore, joua dans les ligues mineures de 1991 à 2000 avant de devenir instructeur dans l'organisation des Rangers du Texas. Son petit fils Richard Rodgers est un joueur de football américain de l'université de Californie qui signe son premier contrat professionnel en 2014 avec les Packers de Green Bay.